# Macropsalis
Macropsalis is een geslacht van vogels uit de familie van de nachtzwaluwen (Caprimulgidae). De wetenschappelijke naam van het geslacht is voor het eerst geldig gepubliceerd in 1866  door Sclater.

## Soorten
De volgende soort is bij het geslacht ingedeeld:
- Macropsalis forcipata – Braziliaanse nachtzwaluw